# Вознесенка (Запорожская область)
Вознесе́нка (укр. Вознесенка) — село,
Вознесенский сельский совет,
Мелитопольский район,
Запорожская область,
Украина.
Население — 5123 человека (перепись 2001 года).
Является административным центром Вознесенского сельского совета, в который не входят другие населённые пункты.

## Географическое положение
Село Вознесенка находится на левом берегу реки Молочная,
ниже по течению на расстоянии в 0,5 км расположено село Константиновка,
на противоположном берегу — город Мелитополь и село Семёновка. В 3 км к северу от Вознесенки находится Старобердянское лесничество.
Через село проходит автомобильная дорога Константиновка—Вознесенка—Новопилиповка—Заречное, которая в Заречном соединяется с автодорогой Т-0401 и следует далее на Токмак и Пологи. К югу от села от дороги Константиновка—Вознесенка ответвляется на восток дорога на Нововасилевку, к северу от села от дороги Вознесенка—Заречное ответвляется на восток дорога на Тихоновку и Астраханку.
Главной улицей Вознесенки является улица Кирова, по которой идёт дорога Константиновка—Заречное. Параллельно улице Кирова к северо-западу от неё проходят улицы Октябрьская и Крымская, а к юго-востоку от неё — улицы 50 лет СССР, Чапаева, Полевая и Степная. Перпендикулярно улице Кирова проходят улицы Октябрьская, Огородная, Калинина и Садовая. Центральная площадь села находится на пересечении улиц Кирова и Октябрьской.

## История

### Основание села
Вознесенка возникла в 1861 году на месте ногайського аула Боурдек Эссебей, население которого выехало в Турцию. Село было основано государственными крестьянами, переселенными сюда из Полтавской, Харьковской, Черниговской, Курской и Рязанской губерний. Первые поселенцы прибыли в село незадолго до дня Вознесения, потому село и было названо Вознесенкой.

### Российская империя
Через 8 лет после основания села в нём открыли земское одноклассное училище. В 1868 году в нём насчитывалось 82 ученика. Второе училище появилось в 1889 году, а следующем году — двуклассное церковно-приходское. Ими была охвачена только пятая часть детей школьного возраста.
Весной-осенью 1905 года в Вознесенке происходили бурные сходки крестьян под руководством вознесенцев А. П. Лихача, В. И. Синявского, П. П. Строканя. Опасаясь вооружённого выступления крестьян, полиция была вынуждена вызвать в село воинские подразделения.
В начале XX века в Вознесенке была открыта небольшая участковая амбулатория. В 1914 году в ней работали один врач, фельдшер и акушерка.
В 1907 году В Вознесенке была открыта ещё одна земская школа, и общее количество учеников достигло 440.

### Первая Мировая и Гражданская война
С началом Первой мировой войны половина трудоспособных мужчин Вознесенки была мобилизована в армию, была реквизирована значительная часть коней и возов.
В январе 1918 года в Вознесенке была провозглашена Советская власть. В конце апреля 1918 года Вознесенку заняли австро-германские войска. Во второй половине Ноября село было вновь занято Красной Армией. В середине декабря Вознесенку захватили белогвардейские части экспедиционного корпуса генерала Тилло. В январе 1919 года в Вознесенке был создан красный партизанский отряд во главе с П. И. Переметом и Е. А. Помазом. Отряд базировался в днепровских плавнях и наносил удары по белогвардейским гарнизонам.
17 марта в Вознесенку вошли части 2-й бригады Первой Заднепровской советской дивизии. Около 300 жителей села было мобилизовано в состав бригады. В соответствии с действовавшей тогда политикой продразвёрстки, волостной ревком организовал сбор продовольствия для нужд Красной Армии и голодающего населения промышленных городов. Несколько тысяч пудов хлеба было отправлено «для помощи голодающим рабочим Москвы, Петрограда и других промышленных городов страны».
В начале июля 1919 года Вознесенку заняли деникинцы. Снова начались реквизиции продовольствия, коней, возов, мобилизация крестьян в армию. Коммунистические активисты И. К. Товчигречко, И. А. Миняйло и М. Л. Стыцина были публично расстреляны.
В начале января 1920 года село было снова занято частями Красной Армии. В Вознесенке был создан волостной ревком, в который вошли крестьяне Головин, Дьяков, Браташ и Синявский, и сельский ревком во главе с К. И. Морозом. Ревкомы организовали новую ревизию продовольствия для нужд Красной Армии. В феврале по решению сельского схода много продовольствия было передано 1-му Латышскому кавалерийскому и 411-му полкам. Много вознесенцев было призвано в 30-ю Иркутскую стрелецкую дивизию, части которой находились в селе в то время.
9 июня 1920 года Вознесенку захватила армия Врангеля. В августе-сентябре, в ходе упорных боёв за Мелитополь, Красная Армия несколько раз прорывалась к Молочной реке и завязывала бои на околицах Вознесенки. Вечером 30 октября село было окончательно занято частями 7-й Самарской кавалерийской дивизии, и на этом Гражданская война для Вознесенки завершилась.

### Советский союз
В 1923 году в селе организована сельскохозяйственная артель «Крестьянская спайка», а в 1928 году — ТОЗ «Победа», садово-огородные товарищества «Зелений гай» и «Добрий шлях» и ремесленная артель «Шубник».
На фронтах Великой Отечественной войны сражались 550 жителей Вознесенки, 130 из них были награждены орденами и медалями СССР, 220 погибли. В период немецко-фашистской оккупации в селе действовала подпольная группа, которая собирала разведданные и по рации передавала командованию Красной Армии. В конце 1941 г. фашисты схватили подпольщиков Ф. Е. Козакова, П. Я. Коломойца, С. С. Юрченко и публично расстреляли. Мстя за активное сопротивление, гитлеровцы казнили 234 человека, среди них участников борьбы за установление Советской власти Г. Д. Бондаренко и Н. А. Мордвинова.
В Вознесенке размещалась центральная усадьба колхоза им. Кирова. Колхозу принадлежало 10 800 га сельскохозяйственных угодий, в том числе 8 563 га пахотной земли и 204 га садов. Колхоз специализировался на выращивании зерновых культур, подсолнечника, мясо-молочном животноводстве, а также садоводстве, овощеводстве и птицеводстве.

### Независимая Украина
В 1990-е годы хозяйство села пришло в упадок.
В 2002 году председателем сельсовета стала Ольга Гарабажиу. Под её руководством в экономике и коммунальном хозяйстве села начались положительные сдвиги, были отремонтированы больница и клуб, возобновил работу детский сад. В то же время Ольга Гарабажиу неоднократно обвинялась прокуратурой в присвоении государственного имущества, взяточничестве, незаконной торговле землёй и была осуждена на 3 года лишения свободы за незаконную торговлю спиртными напитками, однако освобождена по состоянию здоровья.
В августе 2012 года у погибшей коровы была обнаружена сибирская язва. В селе был введен карантин.

## Население

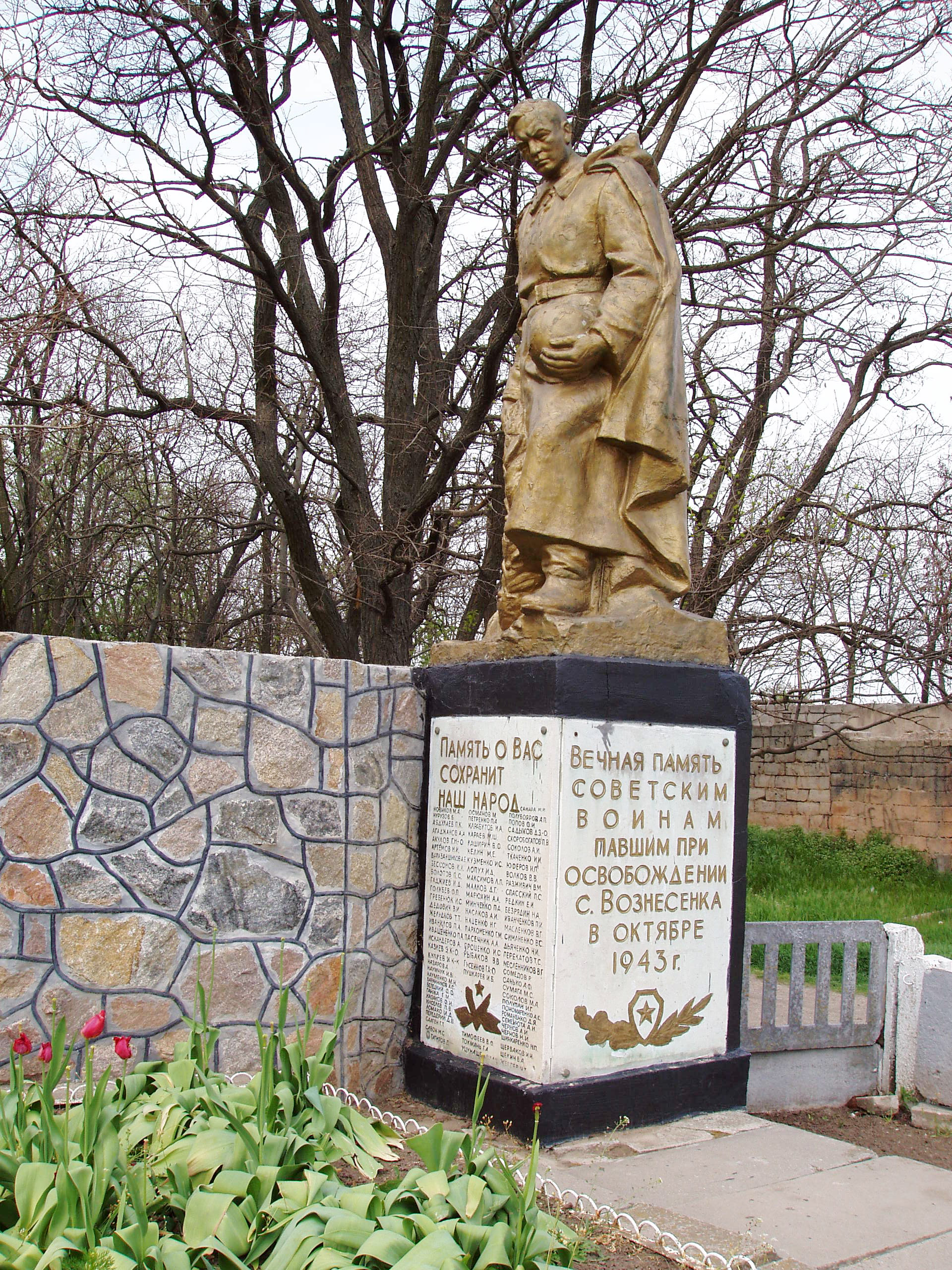
Мемориал на братской могиле советских воинов

В таблице собраны данные о численности населения Вознесенки в разные годы:
| Год  | Население |
| ---- | --------- |
| 1865 | 2090      |
| 1889 | 3750      |
| 1900 | 4514      |
| 1920 | 7975      |
| 1979 | 4844      |
| 2001 | 5123      |

## Экономика
- «Галион», ООО.
- «Антон», ООО.
- «Окант», ООО.

## Объекты социальной сферы

### Гимназия «Ориентир»
Вознесенская гимназия «Ориентир» расположена по адресу улица Чапаева, 110 г. В школе 11 классов, 248 учеников и 50 сотрудников. Язык обучения — украинский.
До Великой Отечественной войны Вознесенская школа размещалась в трёх корпусах. Двухэтажный корпус, в котором гимназия размещается сейчас, был построен в 1964 году. В 1967 году рядом с ним были построены школьные мастерские, столовая и кочегарка. В 1985 году был построен тир, где стали проводиться занятия по допризывной подготовке. 18 ноября 2004 года Вознесенская общеобразовательная школа I—III ступеней получила новый статус, и с тех пор называется гимназией «Ориентир».
Директорами школы были Георгий Васильевич Товчигречко (1960-е годы), Николай Михайлович Кожушко (1970-е), Лидия Самойловна Горло (с конца 1970-х по 1986), Лидия Петровна Дуракова (1986—2003). С 2003 года директором является Вера Октавиановна Стрелина.
В гимназии работают профильные классы, занимающиеся по экономическому, математическо-естественнонаучному, гуманитарному, правовому профилям и профилю информационных технологий. Ученическое самоуправление в гимназии представлено ученической республикой «Ориентир», которая в 2007 году стала одним из победителей областного конкурса на лучшую модель ученического самоуправления.
Известные учителя:
- Алексей Яценко — заместитель директора по научно-методической работе, Отличник образования Украины (2007).[14]
- Евгений Федорец — учитель украинского языка, лауреат районного конкурса «Учитель года» (2008).[15]

### Вознесенская общеобразовательная школа I—III ступеней
Вознесенская общеобразовательная школа I—III ступеней расположена по адресу улица Калинина, 23б. В школе 11 классов, 207 учеников и 35 сотрудников. Язык обучения — украинский. Директор — Быковский Николай Николаевич.
Здание школы было построено в 1967 году. Первоначально школа была начальной. В 1974 году к зданию школы были пристроены новые учебные кабинеты, и школа стала восьмилетней. С 2002 года школа — 11-летняя.
В 8—9 классах школы углублённо изучается украинский язык, 10 и 11 классы имеют филологический и естественнонаучный профиль.

### Детский сад «Теремок»
Построенный в советские годы детский сад, после распада СССР был заброшен и оказался без электричества, воды, канализации. Восстановление детского сада проводилось силами жителей села, часто бесплатно, значительную часть игрушек и оборудования для детского сада также принесли сами жители, и в результате детский сад снова заработал. В 2012 году был проведён очередной капитальный ремонт детского сада. В садике действуют 7 групп и работают 37 воспитателей и технических работников.

### Дом культуры
В 1970 году Вознесенский дом культуры уже носил звание заведения отличной работы, а его хор и вокально-хореографичный коллектив «Веснянка» в 1967 году заняли первые места на областном смотре художественной самодеятельности, приуроченном к 50-летию советской власти. В 1990-е годы дом культуры пришёл в аварийное состояние, и в 2003 году был начат его ремонт. Часть денег для ремонта выделил Владимир Гарабажиу, муж председателя сельсовета, который за это получил здесь место под кафе. В 2009 году были выделены средства для ремонта зрительного зала, ставшего последним этапом восстановления дома культуры. Позже областная прокуратура обвиняла председателя сельсовета Ольгу Гарабажиу в присвоении части бюджетных средств, выделенных для ремонта.
В 2013 году местный режиссёр-любитель Денис Белых снял документальный фильм «Очаг Культуры», посвящённый 40-летию Вознесенкого Дома культуры.

### Другие объекты
- Детская музыкальная школа. В школе занимается около 80 детей (вместе с филиалами в Терпенье и Новониколаевке).[21]
- Участковая больница — ул. Чапаева, 110в[22]
- Аптека — ул. Кирова, 158а[23]
- Свято-Вознесенский храм. Подчинён Запорожской и Мелитопольской епархии Украинской православной церкви Московского патриархата.[24] Основан в 1861 году. Первое здание храма построено в 1864, окончательный вид храм приобрел в 1886 году. Храм был закрыт в 1934 году. Богослужение возобновилось при немецкой оккупации. Храм действовал до начала 60-х годов, впоследствии был разрушен до фундамента. В настоящее время храм находится в бывшем купеческом доме.

## Достопримечательности
В Вознесенке находятся две братские могилы, в которых погребены 163 советских воина, погибших при освобождении села в октябре 1943 года. В память о них и о погибших воинах-односельчанах в Вознесенке сооружен мемориальный комплекс.

Мемориал в Вознесенке

Памятник детям — жертвам голода на Украине 1932—1933 годов
Вблизи села обнаружено поселение эпохи неолита (IV тысячелетие до н. э.), раскопано два кургана эпохи бронзы (II тысячелетие до н. э.).

## Спорт
Вознесенская футбольная команда «Ольвия» играет в высшей лиге открытого первенства Мелитопольского района по футболу, была победителем первенства района (2010) и обладателем Кубка района (2012). Юношеская футбольная команда «Ольвия-2» играет во второй (юношеской) футбольной лиге первенства Мелитопольского района.

## Известные жители Вознесенки
- Григорий Моисеевич Зубенко (1916—2000)[29] — председатель колхоза, кавалер орденов Ленина, Трудового Красного Знамени и ордена «Знак почёта»[4]
- Курило-Крымчак, Илларион Павлович (20 октября 1903 — начало 1947) — советский эколог и историк, действительный член Географического общества СССР (с 1934), директор Мелитопольского краеведческого музея, деятель Организации украинских националистов, бургомистр Мелитополя во время немецкой оккупации (1943)